# Blutige Hochzeit
Blutige Hochzeit (Les noces rouges) ist ein französischer Spielfilm aus dem Jahre 1973. Regie führte Claude Chabrol.

## Handlung
Lucienne, die Frau des in Grundstücksspekulationen verwickelten Kleinstadt-Bürgermeisters Paul Delamare, hat ein leidenschaftliches Verhältnis mit Pierre Maury. Ihr Mann ahnt nichts davon. Er macht den Nebenbuhler, der seine seit langer Zeit schwer depressive Frau durch Gift umgebracht und dabei einen Selbstmord fingiert hat, sogar zum Stadtrat und zu seinem Stellvertreter. Luciennes Tochter Hélène hat ein Gespür für Verschwiegenes. Sie deckt das Verhältnis der Mutter, da sie den Stiefvater nicht mag und will, dass Lucienne glücklich wird. Als Paul ahnt, was hinter seinem Rücken passiert, stellt er Lucienne eine Falle. Das Verhältnis seiner Frau mit Pierre passt aber in seine Geschäftsstrategien; er kann Pierre dadurch in Abhängigkeit halten. Nachdem Lucienne Pierre erklärt, dass sie so nicht mehr leben könne, beschließt dieser, mit ihrer Hilfe Paul durch einen fingierten Autounfall zu beseitigen. Nach der Tat regt sich zwar ein Verdacht, man geht ihm aber wegen einer Anweisung eines „Präsidenten“ nicht weiter nach. Man kann hier eine Intervention des Staatspräsidenten vermuten – im Rathaus hängt ein Bild von Georges Pompidou, das deutlich herangezoomt wird. Die Tochter bringt die Sache jedoch unabsichtlich wieder ins Rollen: Nachdem Lucienne ihr versichert hat, dass es sich tatsächlich um einen Unfall gehandelt habe, schreibt sie der Polizei einen Brief mit der Bitte, eventuellen Gerüchten über eine Beziehung zwischen Lucienne und Pierre und ihren Zusammenhang mit dem Tod ihres Stiefvaters durch eine Untersuchung entgegenzutreten. Sie möchte, dass „alles sauber“ ist, und vertraut der Mutter, die diesmal jedoch gelogen hat. Damit zwingt sie die Polizei zum Handeln. Lucienne gesteht ihre Beteiligung an dem Mord. Auch Pierre wird abgeführt.

## Inszenierung
Die Entwicklung der Liebesaffäre von Lucienne Delamare und Pierre Maury von den ersten Begegnungen bis zu Maurys Ermordung seiner Frau durch eine Überdosis ihres Schlafmittels filmte Chabrol als lange Rückblende. Sie setzt ein, als Lucienne vom Fenster des Delamare-Hauses aus die Hupgeräusche einer vorbeiziehenden Hochzeitsgesellschaft hört, und endet, als Maury vom Fenster der Maury-Wohnung aus eben diese Geräusche hört und das feiernde Paar und seine Gäste sieht, als die Gesellschaft in der Stadt angekommen ist.

## Quelle der Filmhandlung
Die Filmhandlung geht auf einen französischen Kriminalfall zurück, der als Geschichte der „teuflischen Liebhaber von Bourganeuf“ großes Öffentlichkeitsinteresse erregte. Am 21. August 2007 wurde „Die teuflischen Geliebten von Bourganeuf“ vom französischen Fernsehen in der 5. Episode der Doku-Serie „50 Jahre Nachrichten“ gezeigt. Bernard Cousty und Yvette Balaire liebten sich leidenschaftlich, aber beide waren verheiratet; sie mit dem Bürgermeister von Bourganeuf, René Balaire. Sie wollten es nicht bei einer Affäre belassen, beide lehnten aber eine Scheidung ab. Daher planten sie, Coustys Ehefrau und Balaires Ehemann zu ermorden. Am 24. Dezember 1969 starb Frau Cousty überraschend, offiziell an den Folgen einer Grippe; es war kein Verdacht auf ein Verbrechen aufgekommen. Zwei Monate später, am 23. Februar 1970, wurde Bürgermeister Balaire in seinem verunglückten Auto verbrannt aufgefunden. Erst nach über einem Jahr wurde seine Ermordung von der Polizei entdeckt.
Im Mai 1972 wurde Yvette Balaire von einem Gericht in Limousin wegen Beihilfe zu Mord zu zehn Jahren Haft verurteilt. Bernard Cousty erhielt die Todesstrafe; ihm gelang jedoch aus formalen Gründen die Wiederaufnahme seines Verfahrens. Vom Schwurgericht in Gironde wurde er dann am 1. März 1973 zu einer lebenslangen Haftstrafe verurteilt.

## Varia
- Nach dem Vorspann beginnt der Film mit einem als Insert eingeblendeten Zitat aus Aischylos’ Eumeniden: „Orest: Nun sollst du Schiedsrichterin sein, o Göttin, ob ich mit Recht oder Unrecht gehandelt. Auch ich unterwerfe mich deinem Richterspruche! / Pallas Athene: Die Sache, die entschieden werden soll, ist freilich so dunkel, daß ein menschliches Gericht nicht damit fertig würde.“[2]
- Die Dreharbeiten fanden im Februar 1973 in der im Département Indre gelegenen Kleinstadt Valençay sowie in deren Umgebung und in benachbarten Kommunen statt.[3][4]

## Zensur
Aufgrund der politischen Anspielungen intervenierten die Zensur und das Kultusministerium. Sie erzwangen die Verschiebung der Premiere auf die Zeit nach den französischen Parlamentswahlen 1973.

## Kritiken
- Lexikon des internationalen Films: „Deutlicher als in seinen früheren Filmen verknüpft Chabrol eine melodramatische Kriminalgeschichte aus dem Milieu des französischen Bürgertums mit konkreten politischen Anspielungen und scharfer Kritik an gaullistischen Rechtstendenzen.[6]“
- Wolf Donner, Die Zeit, 1976: „[…] Die Kamera und ihre berühmten Kreisschwenks, Farb- und Dialogregie, die Schauspieler (Stéphane Audran, Michel Piccoli, Claude Piéplu) sind meisterhaft.[5]“
- Friedrich Luft, Die Welt, 1973: „Ein Revolutionär der Form kehrt, siegreich, in das Gebrauchs- und Amüsierkino, erhobenen Hauptes, zurück.“[7]

## Auszeichnungen
Der Film war auf der Berlinale 1973 für einen Goldenen Bären nominiert und gewann den FIPRESCI-Preis.

## Sonstiges
Die Kostüme wurden entworfen von Karl Lagerfeld.